# جرانيرا
بلدية غرانيرا (بالكاتالانية: Granera) هي إحدى بلديات مقاطعة برشلونة، والتي تقع في منطقة كاتالونيا، شرق إسبانيا.
يبلغ عدد سكانها 76 نسمة وفقاً لإحصائية سنة (2007).